# 髙野真器
髙野 真器（たかの まさき、1996年6月1日 ‐ ）は日本の俳優である。東京都出身。
アーティストクルー所属。特技は殺陣、アクション。
兄は同じく俳優の髙野光希である。

## 出演

### 舞台
- 「勝利の蛆虫」（2013年3月8日 - 10日、TACCS1179） - 学生 役[1]
- 「小さいつが消えた日」へ 役[1]
- 「不思議の国のアリス」（2015年） - ハートのジャック・チシャ猫 役[1]
- 「千の風になって2015」（2015年8月28日 - 30日） - アンサンブル出演[1]
- 「天元突破グレンラガン〜炎撃篇〜」（2015年） - アンサンブル出演[1]
- 「アルカナ・ファミリア ‐幽霊船の秘密‐」（2017年9月16日 - 24日、シアターサンモール〈新宿御苑前〉） - アンサンブル・ロロ・セルゲイ 役（声）[1]
- 「レンタヒーロー」（1月16日 - 1月21日、六行会ホール）[3]
- 「アルカナ・ファミリア ‐アルカナ・デュエロ‐」（2018年8月18日 - 8月26日、シアターサンモール〈新宿御苑前〉）- アンサンブル・ロロ 役[4]
- 「歌劇派ステージ ダメプリ ダメ王子 VS 完璧王子」（2018年12月1日 - 12月9日、AiiA 2.5 Theater Tokyo）- アンサンブル・第一従者ウーヌ 役[5]
- 「歌劇派ステージ ダメプリ ダメ王子 VS 偽物王子」（2019年05月17日 - 05月23日、よみうり大手町ホール）- アンサンブル・ハイコー役[5]
- 舞台「死刑島2021」(2021年7月7日‐7月11日、池袋シアターグリーン　BOXinBOX THEATER) -　エル・ヨシダ 役[6]
- 舞台「令和版!!そして龍馬は殺された」(2021年12月8日-12月12日、俳優座劇場)-牛太郎　役[7]

### その他
- 亀戸ローカルヒーロー「羽亀戦士カメイダー」聖玄（しょうげん）役
- 安達健太郎と役者が漫才とトークするLIVE[8](2022年7月9日、池袋西口 GEKIBA)
- YouTubeボイスコミック「My Succubus Girlfriend」Izumo(いずも)役　ほか

### テレビ出演
- フジテレビ「痛快 TV スカッとジャパン」高校生回・竹原役
- フジテレビ「インディゴの気分」エキストラ・吹き替え
- Netflix 連続配信ドラマ「Jimmy」テレビスタッフ役[9]